# Бирза Река
Би́рза Река́ (болг. Бърза река) — село в Кирджалійській області Болгарії. Входить до складу общини Черноочене.

## Населення
За даними перепису населення 2011 року у селі проживали 50 осіб, з них 49 осіб (98,0%) — турки.
Розподіл населення за віком у 2011 році:
Динаміка населення: